# Treschow
Treschow är en  dansk släkt som idag finns representerad i Danmark (adlig samt ofrälse), Sverige (ointroducerad utländsk adlig gren) och Norge (ofrälse gren). Den äldste kände stamfadern är Niels Hansen (d. 1593) som var en av de rikaste handelsmännen i Næstved på Själland. Namnet Treschow har bildats från namnet Træskomager (treschou),  träskomakare, som länge använts av familjens medlemmar.
Konferensrådet och amtmannen i Roskilde Michael Treschow (1741–1816) adlades i oktober 1812 och blev stamfader för en av två danska adliga ätter Treschow. Han valde en vapenbild med tre fågelhuvuden (kajor) på vapenskölden, tydligt inspirerad av den tyska ätten von Tresckows (Treskav) vapen som i sin sköld visar tre andhuvuden. Det finns inga belägg för något samband mellan de danska släkterna Treschow och den uradliga tyska ätten von Tresckow.
Den andra adliga ätten Treschow härstammar från kammarherre Frederik Wilhelm Rosenkilde Treschow till Brahesborg (1811–1869) som tillades adelsrättigheter 1867. Han var adopterad styvson till geheimekonferensråd Willum Frederik Treschow  och fick tillåtelse att föra ovannämnda vapen.
Michael Treschows ättlingar i tredje led bröderna Peder O. Treschow (1843–1881) och Michael A. Treschow (1848–1919) flyttade till Sverige 1873 respektive 1874. Den förstnämnde blev kammarherre och införskaffade Tidö slott 1873. Han dog emellertid tidigt varför hans änka Johanna Gripenstedt sålde Tidö och istället köpte det mer lättskötta Målhammar. Målhammar var i familjen Treschows ägo fram till 2011 då det såldes. Michael A. Treschow köpte Sannarp i Halland 1872 som hans son Niels 1907 kompletterade med det närbelägna Hjuleberg. Båda gårdarna är fortfarande i familjen Treschows ägo. Familjen äger även gårdar i Skåne (Karsholm), Danmark (Torbenfeldt) och Norge (Fritzöehus).
Flera av släktens medlemmar har spelat en betydande roll inom svenskt näringsliv, bland annat skogsbolagen Kramfors, Atlas Copco och Electrolux.

## Personer med efternamnet Treschow
- Frederik Treschow (1970–2025), svensk godsägare och entreprenör
- Herman Treschow Gartner (1785–1827), dansk kirurg och anatom
- Lena Treschow Torell (född 1946), svensk fysiker, professor
- Marianne Treschow (1941–2017), också med namnet von Glehn,  generaldirektör
- Michael Treschow (till Fritzøe) (1814–1901), dansk-norsk godsägare och industriman
- Michael Treschow (född 1943), svensk företagsledare
- Mille-Marie Treschow (1954–2018), norsk godsägare och affärskvinna
- Niels Treschow (1751–1833), norsk filosof, professor och politiker
- Peter O. B. Treschow (1843–1881), norsk-svensk godsägare och kammarherre